# Operace Gold
Operace Gold (ve Spojeném království operace Stopwatch) bylo kódové označení společné tajné operace americké CIA a britské MI6 s cílem napíchnout komunikační infrastrukturu Sovětů v Berlíně. Ze západního Berlína byl prokopán tunel na území východního Berlína. Šlo o komplexnější operaci navazující na britskou operaci Silver, která v letech 1949 až 1955 usilovala o napíchnutí komunikační infrastruktury Sovětů ve Vídni (viz Okupační zóny Rakouska).
Operace byla zahájena v roce 1954, jelikož se západní zpravodajské služby domnívaly, že by Sovětský svaz mohl rozpoutat jadernou válku. Práce na tunelu byly zahájeny v září 1954 a byly dokončeny za osm měsíců. CIA a MI6 se úspěšně napíchly na telefonní linky sovětské armády, kterou následující rok odposlouchávaly a nahrály při tom 90 tisíc konverzací. Sověti (KGB) ovšem o celém plánu dopředu věděli od svého dvojitého agenta George Blakea nasazeného v MI6. Nicméně do tunelu vnikli až v dubnu 1956, aby neohrozili Blakeovo krytí. Ředitel CIA Allen Dulles nařídil, aby o operaci neexistovaly téměř žádné písemné záznamy. Proto je dnes dochováno jen malé množství dokumentů, které jsou ještě navíc z většiny stále utajované. Část archivu byla odtajněna v roce 2019.

## Historie
Po druhé světové válce přešli Sověti z komunikace přes rádiové vlny na telefonní linky. Britové a Američané tak přišli o své dříve vybudované rozvědkové kanály. Od roku 1949 se Britové snažili tento deficit vyrovnat pokusy o vybudování tunelů a napíchnutí linek v sovětské zóně ve Vídni (operace Silver). Stejně tak Sověti uvažovali o vybudování tunelu do západního Berlína a napíchnutí linek Američanů. V roce 1951 CIA představila MI6 koncept plánů na napíchnutí sovětských telefonních linek ve východním Berlíně. Ti jim následně odkryli operaci Silver s tím, že by mohli rovněž využít tunel.
Reinhard Gehlen, šéf západoněmecké Spolkové zpravodajské služby (a dříve Organizace Gehlen navázané na USA), předal CIA klíčovou informaci o sovětské telefonní rozvodně umístěné v blízkosti hranice. Operaci naplánovala CIA s MI6 v Londýně, přičemž k plánu cíleně nepustily Západní Německo, protože se obávaly infiltrace. Dohoda byla taková, že operaci bude financovat CIA, která také zajistí výkop tunelu, zatímco MI6 dodá expertízu z operace Silver a zajistí napíchnutí linek. Tajných setkání se ovšem účastnil také agent MI6 George Blake, který byl dvojitým agentem pro KGB. Sověti tak od začátku o operaci věděli, ale rozhodli se raději obětovat některé informace, než svého agenta v MI6. KGB dokonce ani nevarovala sovětskou armádu v Berlíně, která linky využívala. Příslušníci CIA později uvedli, že si byli jistí, že Sověti nesdělují klamné informace.
Operaci měl v terénu na starosti agent CIA William King Harvey. V prvním kroku bylo ve čtvrti Neukölln/Rudow vybudováno krycí skladiště se sedm metrů hlubokým sklepem. V září 1954 se začalo s výkopem tunelu. Dokončen byl v únoru 1955. Utajit výkop 450 metrů dlouhého tunelu pod nejstřeženější hranicí světa, který měl vyústit u telefonních linek vedených jen 47 centrimetrů pod rušnou ulicí, bylo inženýrskou výzvou. K výstavbě byla využita metoda razicího štítu (TBM). Razicí štít se tlačil vpřed pomocí hydraulických pístů, výsledný prostor byl vystýlován pískem a 1700 litinovými obkladovými deskami. Dřevěná železniční kolej sloužila jako vodítko pro vozítka s gumovými koly, která do konce stavby odstranila 3 000 tun zeminy. Během výstavby se podařilo prorazit žumpu, která nebyla zakreslena v plánech a zaplavit jí tunel. Po dokončení byl tunel vybaven výbušninami, které ho měli v případě potřeby zničit (k jejich aktivaci ale nedošlo).
Tunel a odposlechy byly v provozu 11 měsíců a 11 dní. V roce 1955 byl Blake převelen a Sověti mohli začít jednat. V dubnu 1956 Sověti vstoupili do tunelu a následně o jeho „nálezu“ informovali média a Američany a Brity obvinili z porušení mezinárodních dohod a práva. To šlo proti předpokladu CIA a MI6, které se domnívaly, že Sověti případný nález tunelu ututlají, aby se vyhnuli ostudě. Nicméně zveřejnění bylo naplánováno na dobu první zahraniční státní návštěvy Nikity Sergejeviče Chruščova ve Spojeném království a pouhý den před jeho setkáním s královnou Alžbětou II.
CIA a MI6 se o odhalení celé operace dozvěděly až v roce 1961, když odhalily a zatkly Blakea.

## Galerie
- Výzvědný tunel pod berlínskou hranicí (1956)
- Odhalené místo napíchnutí telefonních linek a prezentace pro novináře (1956)
- Prezentace odhaleného tunelu pro veřejnost (1956)